# Trymalium wayi
Trymalium wayi är en brakvedsväxtart som beskrevs av F. Muell och Tate. Trymalium wayi ingår i släktet Trymalium och familjen brakvedsväxter. Inga underarter finns listade i Catalogue of Life.